# Express FM
Express FM (arabe : اكسبراس اف ام) est la cinquième station de radio privée de Tunisie.
Radio généraliste à vocation économique, dont les studios sont installés à Tunis, elle est fondée par Mourad Gueddiche et Naoufel Ben Rayana le 21 octobre 2010. Elle émet principalement dans les régions du Grand Tunis et de Sfax.

## Programmes

### Économie
- Eco Dico
- Expresso
- Double expresso
- Le grand express
- Mouthir lil jadal
- Mise au point
- Eco mag
- Diaporama

### Entreprise
- Carrières
- Start up
- Succes story
- Zoom Entreprise

### Consommation
- HD
- Smart conso
- Pub & co
- Chic business

### Divertissement
- Drama rama
- I have a dream
- Mélonight
- Underground
- Les années vinyles
- Chichkhan

### Humour
- Hala adia
- 5 étoiles

### Sport
- Sport replay
- La grande interview
- Flouss essport[2]

## Équipe
L'équipe d'Express FM est formée de journalistes, artistes, speakers de métiers et techniciens parmi lesquels se trouvent quelques noms célèbres comme Adel Bouhlel dans Flouss Essport, Sami Akrimi dans La grande interview et Hatem Karoui dans I Have a Dream.